# Falling (filme de 2020)
Falling (bra: Ainda Há Tempo ou Falling - Ainda Há Tempo; prt: Falling - Um Homem Só) é um filme de drama canado-britânico-estadunidense de 2020 escrito e dirigido por Viggo Mortensen em sua estreia como diretor. O filme é estrelado por Mortensen como John Peterson, um homem gay de meia-idade cujo pai homofóbico Willis (Lance Henriksen) começa a exibir sintomas de demência, forçando-o a vender a fazenda da família e se mudar para Los Angeles para morar com John e seu marido Eric (Terry Chen).
Estreou no Festival de Cinema de Sundance em 31 de janeiro de 2020. Foi lançado no Reino Unido em 4 de dezembro de 2020, pela Modern Films, e nos Estados Unidos e Canadá em 5 de fevereiro de 2021, pela Quiver Distribution e Mongrel Media.
No Brasil, foi exibido na edição especial do Festival do Rio 2021 que foi apresentada na plataforma de streaming do Telecine e no Telecine Cult da Rede Telecine. Nos cinemas do país, foi lançado pela California Filmes em 2 de dezembro de 2021.

## Elenco
- Viggo Mortensen como John Peterson
  - William Healy como John Peterson (aos 15 anos)
  - Etienne Kellici como John Peterson (aos 10 anos)
  - Grady McKenzie como John Peterson (aos 5 anos)
- Lance Henriksen como Willis Peterson
  - Sverrir Gudnason como Willis Peterson (jovem)
- Laura Linney como Sarah Peterson
  - Ava Kozelj como Sarah Peterson (aos 10 anos)
  - Carina Battrick como Sarah Peterson (aos 5 anos)
- Hannah Gross como Gwen Peterson
- Terry Chen como Eric Peterson
- Piers Bijvoet como Will
- Ella Jonas Farlinger como Paula
- Bracken Burns como Jill
- David Cronenberg como Proctologista #1
- Paul Gross como Proctologista #2
- Bo Martyn como Comissário de bordo
- Gabby Velis como Monica Peterson

## Recepção
O filme tem 74% de aprovação no Rotten Tomatoes com base em 50 críticas, com uma média de 6,30/10. O consenso dos críticos do site diz: "Tão confuso e complexo como o relacionamento em seu centro, a natureza repetitiva de Falling pode ser desgastante, mas seu coração está claramente no lugar certo". O Metacritic relata uma pontuação de 64 de 100 com base em 12 análises críticas, indicando "críticas geralmente favoráveis".